# Флорін Шоаве
Флорін Костін Шоаве (рум. Florin Costin Şoavă, * 24 липня 1978, Гирла-Маре) — румунський футболіст, захисник.

## Клубна кар'єра
Розпочав футбольну кар'єру 1996 року у клубі «Електропутере», що 1998 року змінив назву на «Екстенсив», з міста Крайова, який виступав у другій за рівнем лізі румунського чемпіонату.
1999 року перейшов до іншого клубу з того ж міста — «Університаті», а ще за два роки до столичного «Рапіда». Усього до 2004 року в чемпіонатах Румунії відіграв понад 200 матчів.
2004 року переїхав до Росії, де до кінця 2008 року виступав за московський «Спартак», самарські «Крила Рад» (на умовах оренди) та «Хімки».
На початку 2009 року повернувся до Румунії, де продовжив кар'єру в «Університаті».
Наприкінці лютого 2010 року уклав 16-місячний контракт з київським «Арсеналом». У чемпіонатах України дебютував у першому ж матчі весняної частини сезону 2009–2010 — грі проти «Оболоні» 28 лютого 2010 року, яказавершилась в нічию 0:0. Перший гол в Україні забив 13 березня 2010 року у виїзному матчі проти львівських «Карпат», який завершився з рахунком 3:3.
За підсумками сезону 2011—2012 допоміг команді вперше в історії вийти до єврокубків, проте влітку 2012 року покинув клуб на правах вільного агента.

## Виступи за збірну
З 2000 року отримував виклики до складу збірної Румунії, за яку до 2006 провів 26 ігор, у яких двічі відзначався забитими голами.

## Досягнення
- Чемпіон Румунії: 2003
- Володар Кубка Румунії: 2002
- Володар Суперкубка Румунії: 2002, 2003